# Cech (czasopismo)
Cech – organ prasowy Masurenbundu (Związku Mazurów) wydawany w latach 1928–1933. 

## Historia
Pierwszy numer Cechu ukazał się 1 maja 1928 r. Początkowo przepisywano go na maszynie, a od listopada 1930 r. wydawano już w drukarni. Redaktorem odpowiedzialnym został Kurt Obitz. Po jego wyjeździe do Polski oficjalnie na tym stanowisku figurował Jan Sawicki. Wydawcą był Gustaw Sawicki. 
Nazwa Cech oznaczała wezwanie na zgromadzenie. Pismo posiadało motto w języku polskim: Gwara nasa, trzymaicie się, zamienione w późniejszym okresie na Wiara nasa, trzymaicie się. Cech początkowo drukowano czcionką łacińską, w później (od listopada 1930 r.) w większości czcionką gotycką. Zawierał od 4 do 8 stron, format 30,5x22,5 cm. Cech, redagowany głównie w języku niemieckim, krytykował przede wszystkim politykę społecznego i gospodarczego upośledzenia ludności mazurskiej. Solidaryzował się z niemiecką socjaldemokracją. Zawierał również gawędy p. t. Fryc z Płowców soli im pisane przez Gustawa Sawitzkiego w prostym ludowym języku mazurskim i z niemałą szczyptą humoru, drwiące najczęściej z Heimatdienstu i jego działaczy prześladujących lud mazurski. Z wielu artykułów Cechu czyniono przedruki w szczycieńskim Mazurze. Po polsku wydrukowano również specjalny dodatek pt. Jutrznia, mazurskie pieśni ludowe, a nawet Rotę Marii Konopnickiej. Pismo rozsyłano członkom Masurenbundu, politykom oraz osobom zainteresowanym sprawami mazurskimi.
Po objęciu władzy w Niemczech przez partię hitlerowską, Masurenbund, ze względów bezpieczeństwa, zaprzestał wydawania swego organu prasowego.